# Scilla
Scilla är en kommun och en stad i storstadsregionen Reggio Calabria, innan 2017 provinsen Reggio Calabria, i regionen Kalabrien, Italien. Kommunen hade 4 885 invånare (2017) och gränsar till kommunerna Bagnara Calabra, Fiumara, Roccaforte del Greco, San Roberto, Sant'Eufemia d'Aspromonte, Santo Stefano in Aspromonte, Sinopoli och Villa San Giovanni.